# Wu-Records
Wu-Records – wytwórnie płytowe powiązane (najczęściej założone) z amerykańskim zespołem hip-hopowym Wu-Tang Clan. W wytwórni udział w nagraniach biorą zarówno członkowie Wu-Tang Clanu jak i Wu-Family.

## Lista wytwórni

### Wu-Tang Records
Wu-Tang Records to założona w 1995 roku przez RZA wytwórnia której dyrektorem generalnym jest Shyheim i Sunz of Man. Wytwórnia wydała albumy takich artystów jak
- Killarmy
- Royal Fam
- Shyheim
- Sunz of Man
- U-God
- Northstar

### Razor Sharp Records
Razor Sharp Records to również założona przez RZA wytwórnia w której poszczególne utwory były nagrywane do takich albumów jak Tical, Method Mana czy Only Built 4 Cuban Linx…, Raekwona. Chociaż wytwórnia otrzymała zwrot pieniędzy za albumy to w ostatnich latach nagrywają tam tylko zespoły undergroundowe. Największą gwiazdą wytwórni jest Cappadonna, który nagrał tam swój debiutancki album The Pillage (1999) i drugi The Yin & The Yang (2001).  Wytwórnia wydała albumy takich artystów jak
- Cappadonna
- Tekitah
- Jammie Sommers

### 36 Chambers Records i Wu Music Group
36 Chambers Records to wytwórnia w której obecnie RZA nagrywa muzykę do filmów między innymi do Kill Billa, a Wu Music Group jest odpowiedzialne za dystrybucję. Nazwa wytwórni pochodzi od debiutanckiej płyty Wu-Tang Clanu, Enter the Wu-Tang (36 Chambers). Wytwórnia wydała albumy takich artystów jak
- Stone Mecca

### Wu-Tang International
Wu-Tang International wytwórnia założona przez RZA, zajmuje się wydawaniem artystów Wu-Family spoza Ameryki. Wytwórnia wydała albumy takich artystów jak
- Cilvaringz
- Thea van Seijen